# 万葉恋歌 ああ、君待つと
「万葉恋歌 ああ、君待つと」（まんようこいうた ああ、きみまつと）は、2009年6月24日に発売された小林幸子のシングル。

## 解説
- 平城遷都1300年記念 万葉集1250年記念事業「万葉のこころを未来へ」テーマ・ソング[2]。
- 万葉集に収められている4500首の中から5首を選び、作曲家の新井満によるメロディが付けられた。
- 第60回NHK紅白歌合戦出場曲。

## 収録曲
1. 万葉恋歌 ああ、君待つと (5分29秒)
原作詞：額田王、磐姫皇后、播磨娘子（万葉集より）、歌詞構成・作曲：新井満、編曲：若草恵
2. 万葉恋歌 ああ、君待つと（自由訳・朗読Version）
3. 万葉恋歌 ああ、君待つと（オリジナル・カラオケ）
4. 万葉恋歌 ああ、君待つと（インストゥルメンタル）
5. 万葉恋歌 ああ、君待つと（Short Version）